# 弗拉迪米尔·佩特拉克
弗拉迪米尔·佩特拉克（捷克語：Vladimír Petlák，1946年2月21日—1999年2月2日），捷克男子排球运动员。他曾代表捷克斯洛伐克参加1968年、1972年和1976年夏季奥林匹克运动会排球比赛，其中1968年奥运会获得一枚铜牌。